# Tossal Bobinar
Tossal Bobinar är en bergstopp i Spanien, på gränsen till Andorra. Den ligger i den nordöstra delen av landet, 500 km nordost om huvudstaden Madrid. Toppen på Tossal Bobinar är 2 786 meter över havet, eller 92 meter över den omgivande terrängen. Bredden vid basen är 0,85 km.
Terrängen runt Tossal Bobinar är bergig åt sydväst, men åt nordost är den kuperad. Runt Tossal Bobinar är det mycket glesbefolkat, med 2 invånare per kvadratkilometer. Närmaste större samhälle är La Seu d'Urgell, 18,8 km sydväst om Tossal Bobinar. Trakten runt Tossal Bobinar består i huvudsak av gräsmarker.